# Centris langsdorfii
Centris langsdorfii là một loài Hymenoptera trong họ Apidae. Loài này được Blanchard mô tả khoa học năm 1840.